# Salpurichum

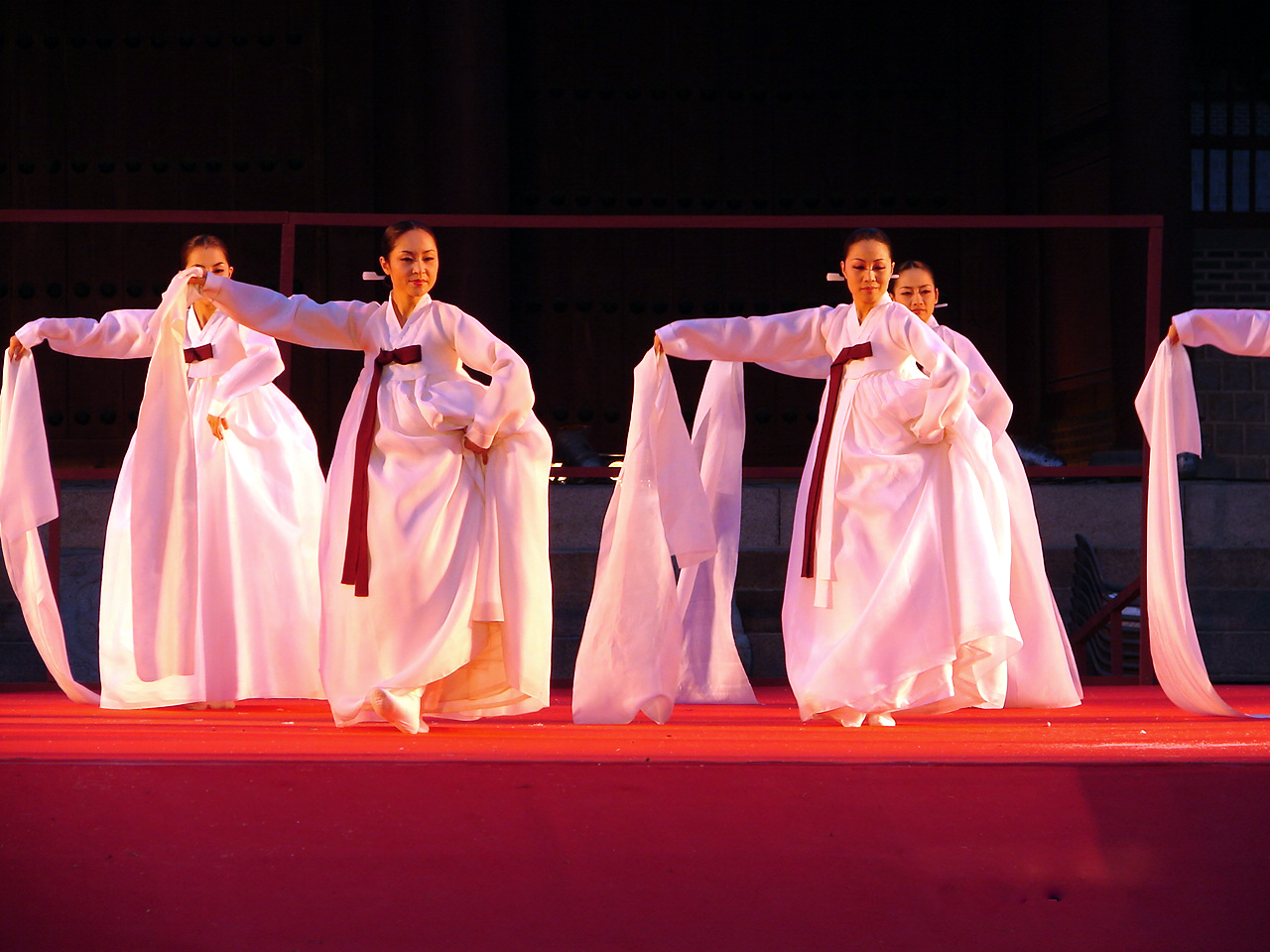
Salpurichum eseguita a Seul nel 2006.

La Salpurichum (살풀이춤?) è una danza rituale coreana, inserita nella lista dei beni culturali immateriali importanti della Corea del Sud al numero 97.

## Etimologia
La parola Salpuri significa letteralmente "espellere gli spiriti maligni", nel senso di "purificazione". Sal (살?) vuol dire "calamità", mentre puri (풀이?) deriva dal verbo pulda (풀다?; lett. "sfogarsi" o "dare sfogo").
Il nome è stato usato per la prima volta da Han Seong-jun in occasione di un'esibizione del 1936; in precedenza era chiamata Ipchum, Sanjo, danza improvvisata o danza delle sciarpe.

## Caratteristiche
La Salpurichum è una tipica danza sciamanica con funzioni esorcistiche. Nell'antichità veniva generalmente eseguita sul finire del gut, il rito sciamanico, soprattutto nelle regioni meridionali come Jeolla.
Secondo la credenza popolare, la Salpurichum aveva il potere di mandare le anime dei defunti in paradiso, e si usavano lunghi lembi di stoffa bianca come elemento scenico o aiuto per allontanare le calamità dalle famiglie. La sciamana poteva permettere agli spettatori di partecipare anch'essi alla danza.
Nonostante derivi dai riti sciamanici, in epoca moderna la Salpurichum non svolge più alcuna funzione religiosa, ma si è trasformata in una manifestazione estetica e folcloristica. Si articola in più fasi, ciascuna con dei movimenti caratteristici e fortemente energici. La banda musicale che accompagna questa danza si chiama sinawi.